# El tesoro de Lucio (novela gráfica)
El tesoro de Lucio es una novela gráfica que constituye una biografía ilustrada del activista anarquista Lucio Urtubia realizada por Mikel Santos (también conocido como Belatz)  cuya primera edición es de 2018 y  su título en euskera es Gerezi Garaia.  
El proyecto de la novela gráfica fue desarrollado por el propio Mikel Santos y posteriormente fue escrito con Lucio Urtubia. Belatz interrogó largo tiempo a Lucio sobre las anécdotas de su vida para poder reflejar con precisión en imágenes acciones, lugares, personas, acontecimientos, atmósferas...  

## Creación del libro
Mikel Santos y Lucio Urtubia trabajaron durante dos años en la elaboración del cómic, elaborando primero el guion y completando los dibujos. Pasaron largas horas conversando y, además de sus historias, Belatz quiso sacar a relucir sus sentimientos y su mundo interior. Ya había libros, documentales y películas sobre la vida de Urtubia y el propio activista propuso hacer el cómic a los de la Editorial Txalaparta cuando se acercó a la presentación de un libro biográfico en la Feria de Durango. Les explicó que él también lo leería con gusto en un soporte así. Poco después le propusieron a Belatz  realizar el libro. 
La versión vasca fue traducida del español por Amaia Amaia y Amaia Apalauza. 
El espectáculo 'Lucio, una reflexión escénica', estrenado en septiembre de 2021 por Yerbabuena Producciones en Pamplona, fue creado a partir de este cómic 'El tesoro de Lucio'.  Se trata de una obra que combina música jazz en directo y piezas audiovisuales, en la que se exponen algunas reflexiones de Lucio Urtubia. 

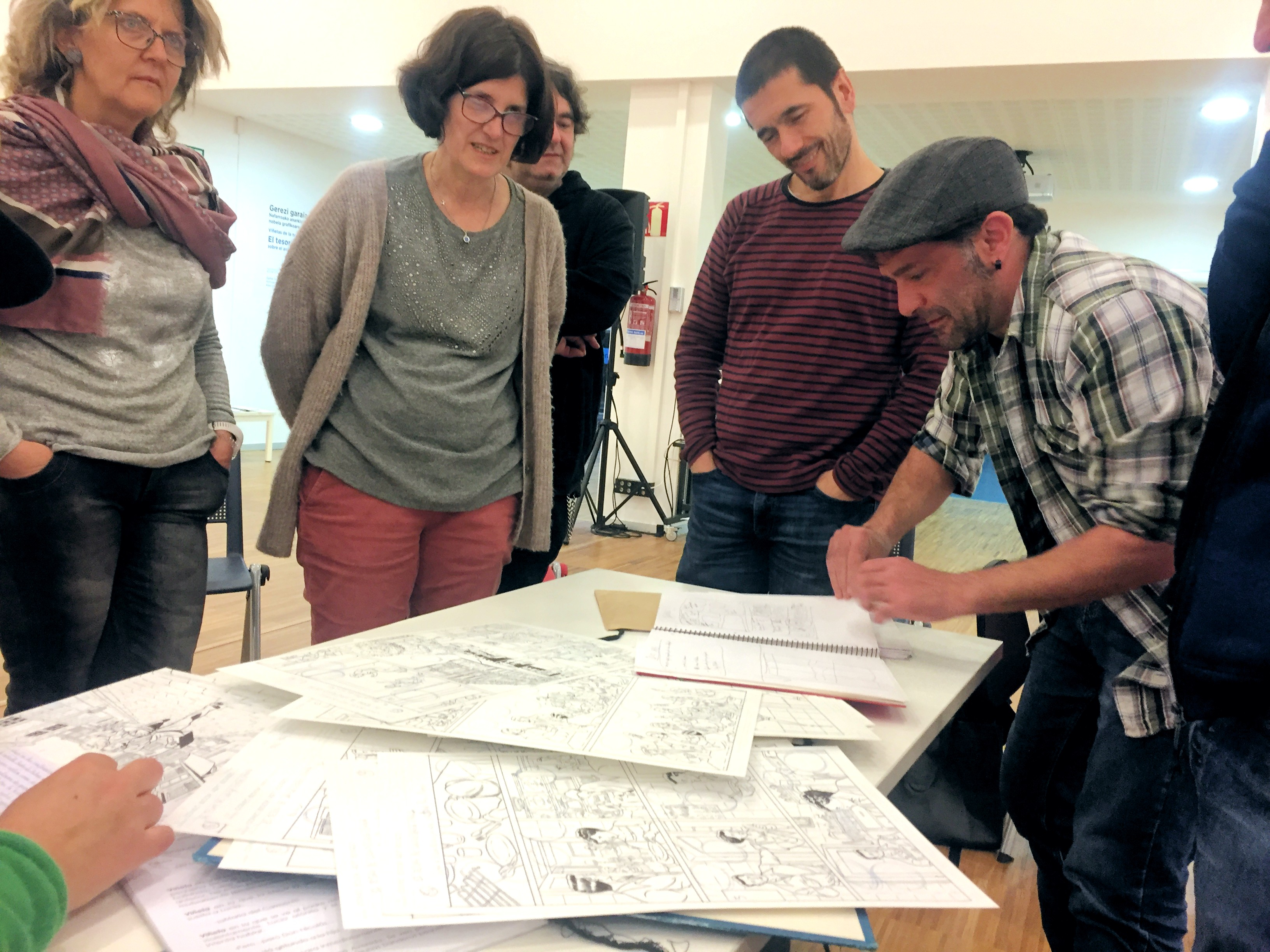
El humorista Mikel Santos Belatz presentando 'El tesoro de Lucio' en el Centro Cultural Intxaurrondo (10-03-2020)

## El argumento
La infancia en Cascante (Navarra) las primeras expropiaciones bancarias, los trucos inventados para evitar a los policías, las cuentas familiares, la negociación con el banco Citibank, los cruces de frontera... Todo ello se cuenta en tres  líneas temporales de tiempo. A través de diferentes flashbacks (analepsis) y flashforwards (anacronías) Belatz ha reconstruido la vida de Lucio con movimientos retrospectivos y progresivos entre estas líneas de tiempo.
La esencia del libro, la primera línea de tiempo, son los años que pasó en París desde su llegada a París en el año 1954 hasta la década de 1980. En esa línea de tiempo aparecen el exilio, la CNT, las expropiaciones, la persecución policial, el mayo del 68, las imprentas clandestinas, la paternidad, la cárcel...
La segunda línea de tiempo es un pasado lejano, la infancia de Lucio. En estas imágenes, con los colores pardos de la Ribera Navarra, aparece la posguerra en toda su crudeza: pobreza, Cara al sol, fusilamientos, hambre, caciques, estraperlo. Una infancia dura que imprimirá el carácter de Urtubia.
Por último, la tercera línea de tiempo es un episodio de unos días de vida de Lucio cuando ya es anciano. Se trata de un viaje de la joven Amaia y de Lucio desde París a Cascante, localidad de ambos; ella está terminando su trabajo de fin de carrera y en ese tiempo y espacio aparecerá la ideología, la familia, la reflexión sobre los acontecimientos de antaño y ... «El tesoro de Lucio».

## Sobre el título
Esta biografía especial de Lucio se publicó en 2018 en cuatro idiomas: euskera, castellano, catalán y gallego.
El título de las versiones en castellano no es la traducción del título en euskera Gerezi garaia (El tiempo de las cerezas). "El tesoro de Lucio" aparece en los títulos de estas otras versiones. Y ese tesoro no es monetario,

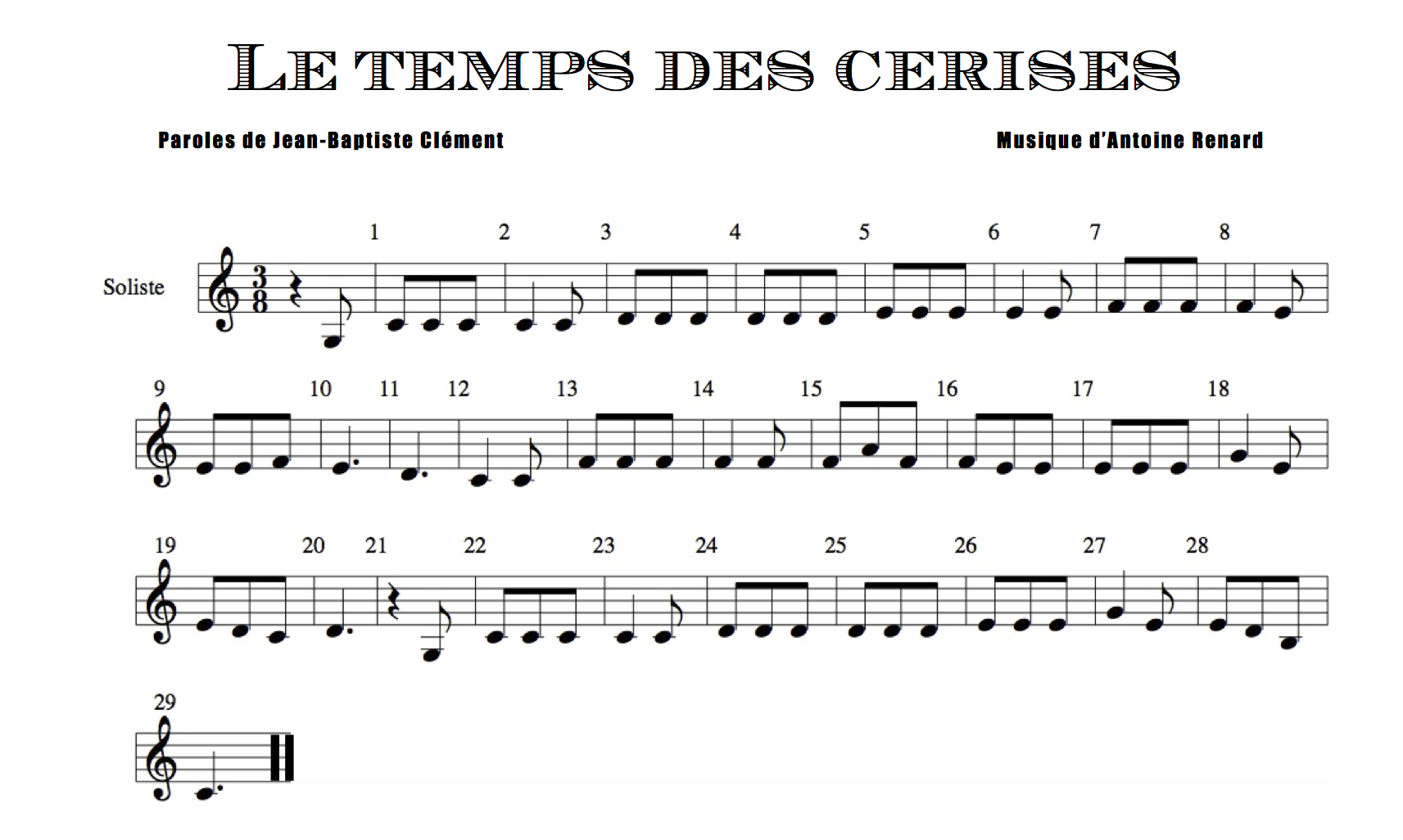
Partitura de la canción Le temps des cerises (El tiempo de las cerezas)

El tiempo de las cerezas (su título original en francés es Le temps des cerises) es también un canto de amor del siglo XIX en La Comuna de París de 1871. La canción ha estado unida al sueño de una sociedad mejor. Fue creada en 1867 por el escritor Jean Baptiste Clement sobre una melodía de Antoine Renard. Poco después fue un capricho de la historia que el escritor Clement participara en los acontecimientos de la Comuna de París y convirtiera El tiempo de las cerezas en un himno revolucionario. En la página 26 del libro un cantante la interpreta en una cafetería. 
En la página 14 del libro se ve el nombre de la casa de Lucio en París: " Le Temps des Cerises ". Y en la página 129 del libro dice Lucio: "La vida es corta, Juliette, tan corta como el tiempo de las cerezas, y está en nuestras manos convertir ese tiempo en un tesoro y compartirlo entre todos".   